# Back Burn (Carewoodrig Burn)
Der Back Burn ist ein Wasserlauf in Dumfries and Galloway, Schottland. Er entsteht als Ashy Sike und wird dann zum Carewoodrighope Burn südlich des Little Tudhope Hill und fließt im Westen des Tudhope Hill und Osten des Carlin Tooth in südlicher Richtung. Nach dem Zufluss des Rose Sike wendet der Wasserlauf sich nach Westen und wechselt seinen Namen zu Back Burn und mündet in den Carewoodrig Burn.